# فالمي
فالمي (بالفرنسية: Valmy)‏ هي بلدية تقع في فرنسا في Canton of Sainte-Menehould. يقدر عدد سكانها بـ 284 نسمة ومساحتها 24.28 كم2 وترتفع عن سطح البحر 164 متر.